# Cantón de Cusset-Norte
El cantón de Cusset-Norte era una división administrativa francesa que estaba situada en el departamento de Allier y la región de Auvernia.

## Composición
El cantón estaba formado por tres comunas, más una fracción de la comuna que le daba su nombre:
- Bost
- Creuzier-le-Neuf
- Creuzier-le-Vieux
- Cusset (fracción)

## Supresión del cantón de Cusset-Norte
En aplicación del Decreto nº 2014-265, de 27 de febrero de 2014, el cantón de Cusset-Norte fue suprimido el 22 de marzo de 2015 y sus 4 comunas pasaron a formar parte del nuevo cantón de Cusset.